# Marie Ludovic Manoka Nzuzi
Marie Ludovic Manoka Nzuzi, morte le 16 janvier 2022 à Kinshasa, est une femme politique de la République démocratique du Congo. Elle a été ministre de la Coopération internationale et de l’Enseignement primaire, secondaire et professionnel entre 2001 et 2003.

## Biographie
Marie Ludovic Manoka Nzuzi a été présidente de la ligue des femmes du Parti du peuple pour la reconstruction et la démocratie[Quand ?].

## Vie privée
Marie Ludovic Manoka Nzuzi est mariée et mère de deux filles. Elle est membre de l'église Christ Embasy du télévangeliste Chris Oyakhilome.